# Neopak

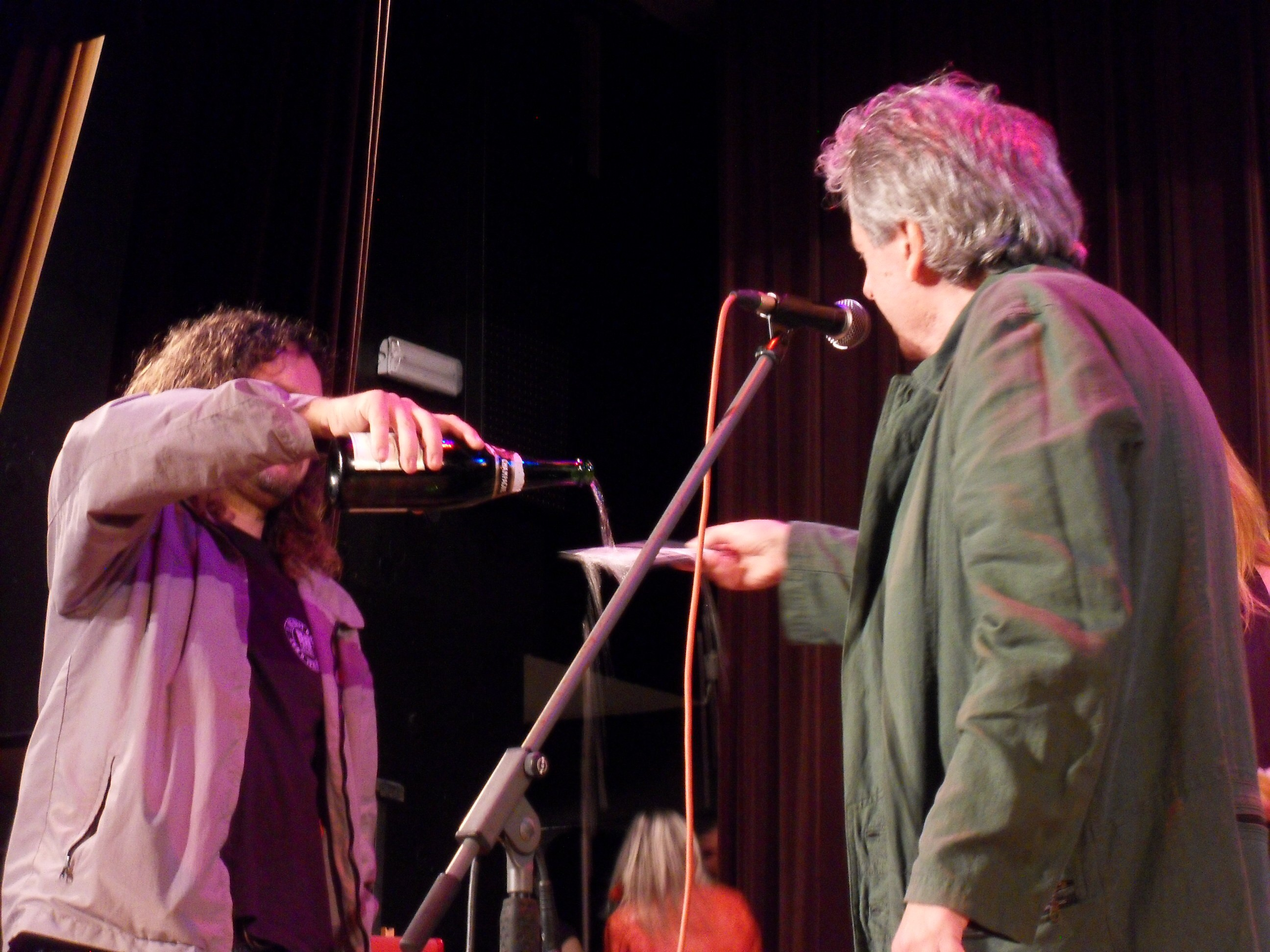
Křest alba Neopak

Neopak je debutové sólové album českého kytaristy Miloše Makovského. Vyšlo ve vydavatelství FT Records v roce 2011. Makovský jej nahrál mezi lety 2009 a 2011 ve vlastním studiu Masound po téměř 20leté přestávce ve své hudební kariéře zaviněné zdravotními problémy s rukou. V tomto mezidobí se věnoval především zvukové režii a působil jako skladatel. Jedná se o kompletně instrumentální kytarové album s celkem 13 skladbami.
Dne 6. října 2011 byla deska pokřtěna v brněnském klubu Musilka, při této příležitosti vytvořil Miloš Makovský doprovodnou skupinu, se kterou zahrál skladby z alba. Toto uskupení dále vystoupilo i např. na 3. brněnském Beatfestu (březen 2012) či v dubnu 2012 ve Velkém Meziříčí.

## Seznam skladeb
Všechny skladby napsal(i) Miloš Makovský. 
| Pořadí         | Název               | Délka |
| -------------- | ------------------- | ----- |
| 1.             | Intro               | 0:31  |
| 2.             | Velval              | 4:58  |
| 3.             | Neopak              | 4:20  |
| 4.             | O duze ve sněhu     | 4:29  |
| 5.             | Stejně jiná         | 3:52  |
| 6.             | Vodou               | 3:11  |
| 7.             | Skovajda            | 4:29  |
| 8.             | Variace na X        | 5:02  |
| 9.             | Já vím              | 3:18  |
| 10.            | Neblues             | 4:38  |
| 11.            | Může být            | 4:58  |
| 12.            | Zuz a na            | 4:33  |
| 13.            | Tajemství vzpomínek | 5:12  |
| Celková délka: | Celková délka:      | 54:11 |

## Obsazení
- Miloš Makovský – elektrické kytary, programování basy a bicích